# Салехабад (Урмія)
Салехабад (перс. صالح‌آباد) — село в Ірані, входить до складу дехестану Бакешлучай у Центральному бахші шахрестану Урмія провінції Західний Азербайджан.